# Bartók Eszter
Bartók Eszter (Mezőkövesd, Magyarország, 1980. március 25. –) EMeRTon-díjas magyar énekesnő és dalszövegíró. A TV2 2004/2005-ös Megasztár tehetségkutató műsorának felfedezettjeként vált híressé. Saját számával, az Elefántos dallal jutott döntőbe, ami olyan népszerű lett, hogy már a verseny elejétől játszották a rádióadók. A dal akusztikus, Eszter saját gitárkíséretével adta elő slágerét.

## Élete
Pedagógus szülők gyermeke. Van egy bátyja, Bartók Zsolt, aki két évvel idősebb. Eszterről hamar kiderült, hogy remekül énekel. Édesanyja a helyi népdalkört vezette Tiszabábolnán, Eszter pedig elkísérte a próbákra. 4-től 7 éves koráig szólókat énekelt a népdalkörben és ő is járta az országot népviseletben. A Tiszabábolnai Általános Iskola elvégzése után felvették az egri Dobó István Gimnáziumba. A gimnázium 60 fős leánykarának tagja lett, amellyel bejárták a világot, énekeltek a Notre Dame-ban is. Az iskola elvégzése után felvételt nyert a Nyíregyházi Főiskolába, ez alatt az idő alatt kezdett saját dalokat írni. Megalakult első együttese, a Sáfránypark. Ezután következett a Miskolci Egyetem, ebben az időszakban alakult meg Clips nevű együttese, bátyja és Csesznok Krisztián lettek a másik tagok. Eszter elsősorban angolul írta meg dalait.

## Zenei Karrier
2004-ben vált mindenki számára ismertté, amikor jelentkezett a TV2 zenei tehetségkutatójába, a Megasztár 2. szériájába. A zsűri már a válogatáson elismerte tehetségét. Bekerült előbb a legjobb 50, majd a legjobb 12 előadó közé, és hírnevet szerzett a műsorral. Minden adásban másik arcát mutatta meg, és hamar a nézők egyik kedvencévé vált. Végül a verseny 6. helyezettje lett. A Megasztár vége után nagy sikerrel végigturnézta az egész országot a megasztáros csapattal.
A Megasztár után szerződést kötött vele a Tom-Tom Records, amely 2006. április 10-én kiadta Eszter első szólóalbumát Beszállókártya címmel.
Az albumról két kislemez jelent meg: a Félhomályból és a Caramellel készült Elég ha érzed című dalokból.
2006. december 10-én az A38 Hajón adott koncertet az album népszerűsítése céljából. A koncerten két zenekar kísérte, a Szörp és a Modern Art Orchestra, és többek között fellépett Caramel és Bársony Bálint is.
2007. november 10-én jelent meg második albuma Indigo címmel. Az albumon kizárólag olyan dalok hallhatók, amelyeket maga Eszter írta.
Az albumról két kislemez jelent meg, méghozzá az Üvegvilág és a Repülnek a gondok című dalokból.
Fellépett már Brüsszelben is.
2008-tól tagja a Hangfestők nevű zenei formációnak, mellyel 2008-ban és 2009-ben koncerteket adott Spanyolországban, 2009-ben pedig Franciaországban és Finnországban is. 2010. Március 6-ban még az dalt zenével 2011 Szeptemberben M1ben 2012 Májusban Vége

## Zenekara
- gitár: Sipeki Zoltán
- zongora: Gátos Iván
- basszusgitár: Gátos Bálint
- szaxofon: Bársony Bálint
- dob: Mike Zsolt

## Diszkográfia

### Albumok
| Év   | Album                                                           | Legmagasabb helyezés                   | Minősítés |
| Év   | Album                                                           | MAHASZ Top 40 album- és válogatáslemez | Minősítés |
| ---- | --------------------------------------------------------------- | -------------------------------------- | --------- |
| 2006 | Beszállókártya * 1. stúdióalbum - Megjelenés: 2006. április 10. | 2                                      |           |
| 2007 | Indigo - Megjelenés: 2007. november 15.                         | 26                                     |           |
| 2009 | Mosolyméretek - Megjelenés: 2009. november 12.                  |                                        |           |

### Videóklipek
- 2006 Félhomályból
- 2007 Elég ha érzed feat. Caramel
- 2008 Üvegvilág
- 2009 Repülnek a gondok
- 2010 Marionett
- 2011 A világ tetején

### Slágerlistás dalok
| Év                  | Dal                         | Legmagasabb helyezés | Legmagasabb helyezés   | Legmagasabb helyezés | Legmagasabb helyezés | Legmagasabb helyezés         | Legmagasabb helyezés | Album          |
| Év                  | Dal                         | VIVA Chart           | Mahasz Editors’ Choice | Mahasz Rádiós Top 40 | Mahasz Dance Top 40  | MAHASZ Single (track) Top 10 | EURO 200             | Album          |
| ------------------- | --------------------------- | -------------------- | ---------------------- | -------------------- | -------------------- | ---------------------------- | -------------------- | -------------- |
| 2006                | Félhomályból                | 10                   |                        | 10                   |                      |                              | 195                  | Beszállókártya |
| 2007                | Elég ha érzed feat. Caramel | 35                   |                        |                      |                      |                              |                      | Beszállókártya |
| 2007                | Üvegvilág                   | 25                   |                        | 10                   |                      |                              |                      | Indigo         |
| 2008                | Repülnek a Gondok           | 6                    |                        |                      |                      |                              |                      | Indigo         |
| 2009                | Marionett                   | 5                    |                        | 7                    |                      |                              |                      | Mosolyméretek  |
|                     |                             | Összesítés           |                        |                      |                      |                              |                      |                |
| 1. helyezett számok |                             |                      |                        |                      |                      |                              |                      |                |
| Top 10-be bekerült  | Top 10-be bekerült          | 3                    |                        | 3                    |                      |                              |                      |                |
| Top 40-be bekerült  | Top 40-be bekerült          | 5                    |                        | 3                    |                      |                              |                      |                |

## Elismerések és díjak
- EMeRTon-díj – Az év felfedezettje (2006)
- Cosmopolitan – Te vagy a legjobb! díj – az év énekesnője (2008)

## Magánélet
2005-2007-ig a szintén népszerű énekes Molnár Ferenc Caramellel élt együtt.